# Gunt
Der Gunt (russisch Гунт) ist ein rechter Nebenfluss des Pandsch in der Region Berg-Badachschan in Tadschikistan. Die mittlere Geländehöhe des Einzugsgebietes beträgt 4261 m. Der höchste Berg ist mit 6723 m der Pik Karl Marx.

## Flusslauf
Der Gunt entspringt an der Nordflanke der Südlichen Alitschurkette im Ostteil des Pamirs. Sein Wasser fließt praktisch auf der gesamten Fließstrecke westwärts. Bis er in den natürlichen Stausee Jaschilkul mündet, mäandriert sein Flusslauf auf dem flachen Hochplateau zwischen der Nördlichen und Südlichen Alitschurkette. Er trägt dort den Namen Alitschur. Nach Durchfließen des Jashilkul ändert der Fluss sein Fließverhalten und trägt bis zur Mündung den Namen Gunt. Er verlässt mit Austritt aus dem Jaschilkul das Hochplateau und durchfließt ein zunehmend eingeschnittenes Tal. Im weiteren Flussverlauf wechseln sich steile, turbulente Fließabschnitte mit flachen Abschnitten ab, in denen der Gunt sich teilweise breit verzweigt. Die Gewässermorphologie des Gunt ist noch weitgehend unverbaut.
Die Fernstraße M41, der so genannte Pamir Highway, führt vom Koj-Tezek-Pass (4271 m) hinab durch das Flusstal des Toguzbulok zum Gunt. Ab hier verläuft die Fernstraße entlang dem Gunt bis zu dessen Mündung. Kurz vor Chorugh nimmt der Gunt auf 2069 m Höhe noch das Wasser des Flusses Schachdara auf und mündet nach dem Durchfließen der Stadt in den Pandsch. Am anderen, westlichen Flussufer des Pandsch und damit gegenüber der Einmündung des Gunt befindet sich die Grenze zu Afghanistan. Der Gunt hat eine Länge von 296 km und entwässert ein Areal von 13.700 km².

## Hydrologie
Das Abflussregime des Gunt ist nival bis glaziär, mit einem ausgeprägten Abflussmaximum in den Sommermonaten und Niedrigwasser in den Wintermonaten. Niederschlag fällt fast ausschließlich in den Wintermonaten als Schnee. Die Gletscherfläche im Einzugsgebiet betrug im Jahr 2011 ca. 607 km² (4,5 %). In der Folge des Klimawandels findet ein ausgeprägter Gletscherrückgang statt. Seit 1998 gingen im Mittel etwa 7,4 km² (1,1 %) der Gletscherfläche pro Jahr verloren. Dies entspricht 96 km² Gletscherfläche in den Jahren 1998 bis 2011. Es wird angenommen, dass 10 % der Jahresabflussmenge aus dem dauerhaften Verlust von Gletschereis stammen. Der Abflusstrend ist daher positiv. 

## Wasserkraftwerke
Das Pamir 1-Wasserkraftwerk (⊙) 10 km nordöstlich von Chorugh ist mit einer Leistung von 28 MW das wichtigste Kraftwerk in der Region. Das Wasser wird 3,5 km flussaufwärts an einem Wehr dem Fluss entnommen und unterirdisch dem Kraftwerk zugeleitet. Neben dem Wehr befindet sich ein Sedimentationsbecken. Anfang der 2000er Jahre wurde am Jaschilkul ein Abflusskontrollbauwerk errichtet. Dieses hält in den abflussreichen Sommermonaten Wasser im See zurück, welches dann in den abflussarmen Wintermonaten den Abfluss des Gunt um bis zu 10 m³/s erhöht. Dies ermöglichte eine bessere Auslastung des unterstrom gelegenen Wasserkraftwerks und führte zusammen mit dessen Modernisierung zu einer Erhöhung dessen Jahresleistung um 40 Prozent.
Ein weiteres Wasserkraftwerk mit einer Kapazität von 8 MW befindet sich bei Chorugh gegenüber der Einmündung der Schachdara.